# 情感诈骗

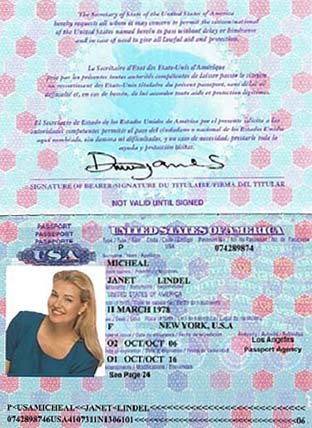
在网络爱情诈骗中使用的伪造护照样例。虽然造假痕迹明显，例如照片尺寸有误，但受害者往往会忽略这些异常。

情感诈骗（英語：romance scam），又称爱情欺诈、恋爱诈骗、浪漫骗局、婚恋骗局等，是一种以虚构恋爱关系为手段的欺诈手法。诈骗者通常在现实生活、社交平台、约会应用或其他渠道接近受害者，假意与受害者发展亲密关系，从而博取受害者的好感与信任，继而再以各种借口骗取金钱，或实施其他形式的欺诈。線下詐騙會被稱為仙人跳，而線上詐騙則被稱為殺豬盤。
常见的爱情诈骗借口包括，声称自己生活拮据、需要紧急医疗费用支出、拥有投资机会等。受害者一旦陷入其中，除了造成金钱损失外，还可能泄露敏感个人资料，如银行账户、信用卡信息、护照、电子邮件账号、身份证号码等，甚至被诱导或胁迫协助诈骗者进行犯罪违法行为。
爱情诈骗通常由有组织犯罪集团运营的“诈骗工厂”所操纵，以系统化方式同时操控多名诈骗者，从多个受害者身上骗取金钱。近年来，一种被称为“杀猪盘”的诈骗手法广泛流行，通常还会结合高回报投资计划骗局一并进行，诱使受害者投入大量资金。与其他类似的网络诈骗（例如技术支持骗局）相比，每年因爱情诈骗造成的经济损失更为严重。

## 骗局变体

### 杀猪盘骗局
在杀猪盘骗局中，诈骗者通常会先主动接触受害者，并设法建立亲密关系。诈骗者常以精心伪造的虚假身份示人，伪装成外貌出众、条件优越的理想对象，迎合受害者对爱情或陪伴的渴望，从而博取好感。一旦建立起情感联系，诈骗者便会提出一个看似高回报的投资机会，诱导受害者投入资金，并不断加码。等到受害者投入了大量金钱，或试图提现时，诈骗者便会突然失联，使受害者血本无归。

### 预付费骗局
在预付费骗局中，诈骗者会谎称自己拥有一笔亲属留下的巨额遗产，但遗嘱规定必须结婚后才能合法继承。诈骗者以此为由请求受害者与其结婚，并承诺将遗产分享给受害者作为回报。诈骗者会一步步和受害者建立感情关系，让对方相信其真心之后，便要求受害者预先支付“手续费”或“婚姻相关费用”等以提取这笔遗产。诈骗者有时还会谎称打算亲自前往受害者所在国家，以此要求支付机票和签证费用等。最终在骗取大量金钱后，诈骗者便彻底失联。